# Дејтонски споразум
Општи оквирни споразум за мир у Босни и Херцеговини, познатији као Дејтонски мировни споразум а колоквијално као Дејтон, јесте споразум којим је прекинут рат у Босни и Херцеговини (1992–1995). По овом споразуму, БиХ бива подељена на два дела: Федерацију Босне и Херцеговине (51% територије некадашње СР БиХ) и Републику Српску (49% територије некадашње СР БиХ).. Споразум је договорен у ваздухопловној бази Рајт-Патерсон код Дејтона, у америчкој држави Охајо, а потписан је у Паризу у Француској.
Конференција је трајала од 1. до 21. новембра 1995. године. Главни учесници су били тадашњи председник Републике Србије Слободан Милошевић, председник Председништва Републике Босне и Херцеговине Алија Изетбеговић, председник Републике Хрватске Фрањо Туђман, представници САД Ворен М. Кристофер (државни секретар САД од 1993. до јануара 1997), преговарач Ричард Холбрук и генерал Весли Кларк. Споразум је званично потписан у Паризу 14. децембра.
Савезна скупштина СРЈ је споразум ратификовала 21. новембра 2002. године.

## Преговори и потписивање мира
После НАТО бомбардовања Републике Српске, а пре преговора у Дејтону, Срби из Републике Српске морали су пристати да буду у заједничкој делегацији са Савезном Републиком Југославијом. У тој делегацији нису могли бити председник Радован Караџић и генерал Ратко Младић, а вођа заједничке делегације био је Слободан Милошевић, који је у случају неслагања, био овлаштен да донесе главне одлуке (тзв. „златни глас”). Тако је делегација СРЈ овлаштена да представља РС. Радован Караџић покушао је да тражи изјашњавање Народне скупштине, али је одустао после захтева патријарха српског Павла (патријарх од децембра 1990. до новембра 2009) да се споразум потпише без одлагања. Договорено је да преговоре воде Ричард Холбрук и Карл Билт, а да три делегације предводе Милошевић, Туђман и Изетбеговић и да 1. новембра 1995. почну преговори у војној бази Рајт-Патерсон, у Дејтону (Охајо, САД). Преговорима је руководио Ворен М. Кристофер (државни секретар САД од 1993. до јануара 1997), а главни посредник у преговорима био је његов помоћник Ричард Ч. Холбрук. Преговори су трајали од 1. до 21. новембра 1995. Са Милошевићем у српској делегацији били су председник Републике Црне Горе Момир Булатовић, министар иностраних дела СРЈ Милан Милутиновић, председник Народне скупштине РС Момчило Крајишник, потпредседник РС Никола Кољевић, и министар иностраних дела РС Алекса Буха.
Као полазиште у преговорима служили су принципи усаглашени на преговорима у Женеви 8. септембра 1995. и Њујорку 26. септембра 1995. године, а из њих је сачињен Општи оквирни споразум за мир у БиХ, а своје иницијале као знак пристанка на Споразум, уз договор да се он потпише у Паризу, ставили су Алија Изетбеговић (за Републику БиХ), Слободан Милошевић (за СРЈ, а као гаранти за РС), Фрањо Туђман (за Републику Хрватску) 21. новембра 1995.
По питању државног уређења БиХ, Милошевић и Туђман су се слагали да средишње установе буду што слабије, насупрот жељи Изетбеговића и бошњачке делегације за јаком средишњом владом. Пре почетка споразумевања у Дејтону прихваћено је да Република Српска добије 49%, а Федерација БиХ да добије 51% територије бивше Социјалистичке Републике БиХ, а у Дејтону је направљена карта разграничења. Према тој карти Републици Српској враћени су Мркоњић Град и Шипово. Договорено је да се за подручје Брчког именује арбитражна комисија са три члана, а да она донесе пресуду у року од годину дана о међуентитетској линији разграничења на том подручју.
Републици Српској прописано је да преда Грбавицу, Илиџу, Рајловац, Илијаш, Вогошћу и Хаџиће, тј. Сарајево је препуштено Федерацији Босне и Херцеговине.
Као део Споразума написан је и Устав БиХ (Анекс 4), а према њему име државе је „Босна и Херцеговина” и она је „јединствена држава”, али у њој постоје „два ентитета”, а то су Република Српска и Федерација Босне и Херцеговине.
Чланом 10 Општег оквирног споразума Савезна Република Југославија и Република Босна и Херцеговина признале су једна другу, као суверене, независне државе.
Споразум је предвидео да се сукобљене војске „после преноса овлаштења” у року од 30 дана повуку „приближно 2 километра” са обе стране од линије сукоба, која је уцртана на картама које су биле Додатак А за Анекс 1-А. У року од 120 дана „после преноса овлаштења” тешко наоружање и војска сукобљених страна морали су се повући у касарне „или друге локације, које одреди командант ИФОР-а”.
Анексом 10: „Стране траже да се одреди Високи представник”, који ће: „а) Надгледати спровођење мирног решења”, а он ће бити и „Високи представник на терену је коначни ауторитет за тумачење овог споразума о цивилном спровођењу мирног решења”.
Анексом 1-А, чланом 1, предвиђено је да СБ УН усвоји резолуцију којом позива државе чланице УН и регионалне организације да учествују у стварању вишенационалних војних снага „ИФОР” (које ће надгледати, помагати и приморавати потписнике да спроведу Споразум), а посебно је наглашено да ће НАТО бити главни организатор ИФОР-а.
Коначни мировни уговор за БиХ три председника република насталих из бивше СФРЈ потписала су у Јелисејској палати у Паризу 14. децембра 1995. Као сведоци уговор су потписали представници Контакт групе, тј. председник САД Бил Клинтон, канцелар Немачке Хелмут Кол, председник Француске Жак Ширак (мај 1995 – мај 2007), британски премијер Џон Мејџор (новембар 1990 – мај 1997), председник Владе Руске Федерације Виктор Степанович Черномирдин (децембар 1992 – март 1998) и представник Европске уније Фелипе Гонзалез.

## Делови споразума
Споразум се састоји од следећих докумената:
- Анекс 1-А — Споразум о војним аспектима мировног решења
- Анекс 1-Б — Споразум о регионалној стабилизацији
- Анекс 2 — Споразум о линији разграничења између Ентитета и питањима у вези с тим
- Анекс 3 — Споразум о изборима
- Анекс 4 — Устав
- Анекс 5 — Споразум о арбитражи
- Анекс 6 — Споразум о људским правима
- Анекс 7 — Споразум о избеглицама и расељеним лицима
- Анекс 8 — Споразум о Комисији за чување националних споменика
- Анекс 9 — Споразум о јавним предузећима Босне и Херцеговине
- Анекс 10 — Споразум о цивилној имплементацији
- Анекс 11 — Споразум о међународним полицијским снагама

## Обележавање
У Републици Српској се 21. новембар обележава као републички празник, Дан успоставе Општег оквирног споразума за мир у Босни и Херцеговини.
- Потписивање Дејтонског споразума
- Дејтонске границе
- Територијалне промене